# Tradução de Histórias em Quadrinhos
Tradução de Histórias em Quadrinhos: teoria e prática é um livro escrito por Carol Pimentel, lançado em 2018, pela editora Transitiva, e cujo tema principal é tradução de história em quadrinhos. Carol, que é editora sênior da Panini Comics e tradutora de quadrinhos, desenvolveu o livro a partir de sua dissertação de Mestrado, que analisou a origem, desenvolvimento e evolução das histórias em quadrinhos. O livro analisa o mercado de tradução de HQs no Brasil e busca apresentar sugestões para auxiliar quem quer começar a traduzir quadrinhos. O livro ganhou, em 2019, o 31º Troféu HQ Mix na categoria "melhor livro teórico".